# Hamren
Hamren (en asamés: হামৰেণ ) es una localidad de la India en el distrito de Karbi Anglong, estado de Assam.

## Geografía
Se encuentra a una altitud de 428 m s. n. m. a 217 km de la capital estatal, Dispur, en la zona horaria UTC +5:30.

## Demografía
Según estimación 2010 contaba con una población de 14 965 habitantes.